# Campionato europeo maschile under 21 di calcio 2021
Il campionato europeo di calcio Under-21 2021 è stata la 23ª edizione del torneo. Si è svolto in Ungheria e in Slovenia. Inizialmente avrebbero dovuto prendere parte al campionato 12 squadre, ma il 6 febbraio 2019 il Comitato esecutivo dell'UEFA ha aumentato il numero di partecipanti a 16.
Originariamente previsto nel giugno 2021, in seguito al rinvio di un anno del campionato d'Europa 2020 a causa della pandemia di COVID-19, il torneo si è svolto in due fasi: dal 24 al 31 marzo 2021 (fase a gironi) e dal 31 maggio al 6 giugno 2021 (fase a eliminazione diretta).
Il torneo è stato vinto dalla Germania, al terzo titolo nella manifestazione.

## Scelta del Paese ospitante
L'assegnazione dei paesi per la fase finale del torneo è stata decisa dal comitato esecutivo dell'UEFA, riunitosi a Dublino il 3 dicembre 2018. Le uniche federazioni a presentare la candidatura congiunta sono state Ungheria e Slovenia.

## La formula
La nuova formula prevede la suddivisione delle 16 squadre qualificate in quattro gruppi da 4 squadre, in cui accedono ai quarti di finale le prime e le seconde classificate di ogni girone.

## Qualificazioni
L'Ungheria e la Slovenia sono ammesse di diritto alla fase finale in quanto paesi organizzatori.
| Pr. | Squadra     | Data di qualificazione certa | Partecipante in quanto                                         | Partecipazioni precedenti al torneo                                                                                         | Ultima presenza |
| --- | ----------- | ---------------------------- | -------------------------------------------------------------- | --- | --------------- |
| 1   | Ungheria    | 3 dicembre 2018              | Rappresentativa della nazione organizzatrice della fase finale | 4 (1978, 1980, 1986, 1996)                                                                                                  | Spagna 1996     |
| 2   | Slovenia    | 3 dicembre 2018              | Rappresentativa della nazione organizzatrice della fase finale | Esordiente | –               |
| 3   | Russia      | 13 ottobre 2020              | 1ª classificata nel Gruppo 5                                   | 6 (1980, 1982, 1990, 1994, 1998, 2013)                                                                                      | Israele 2013    |
| 4   | Svizzera    | 13 ottobre 2020              | 2ª classificata nel Gruppo 2                                   | 3 (2002, 2004, 2011) | Danimarca 2011  |
| 5   | Paesi Bassi | 13 ottobre 2020              | 1ª classificata nel Gruppo 7                                   | 8 (1988, 1990, 1992, 1998, 2000, 2006, 2007, 2013)                                                                          | Israele 2013    |
| 6   | Danimarca   | 13 ottobre 2020              | 1ª classificata nel Gruppo 8                                   | 8 (1978, 1986, 1992, 2006, 2011, 2015, 2017, 2019)                                                                          | Italia 2019     |
| 7   | Spagna      | 13 ottobre 2020              | 1ª classificata nel Gruppo 6                                   | 14 (1982, 1984, 1986, 1988, 1990, 1994, 1996, 1998, 2000, 2009, 2011, 2013, 2017, 2019)                                     | Italia 2019     |
| 8   | Inghilterra | 13 ottobre 2020              | 1ª classificata nel Gruppo 3                                   | 15 (1978, 1980, 1982, 1984, 1986, 1988, 2000, 2002, 2007, 2009, 2011, 2013, 2015, 2017, 2019)                               | Italia 2019     |
| 9   | Francia     | 12 novembre 2020             | 1ª classificata nel Gruppo 2                                   | 9 (1982, 1984, 1986, 1988, 1994, 1996, 2002, 2006, 2019)                                                                    | Italia 2019     |
| 10  | Italia      | 15 novembre 2020             | 1ª classificata nel Gruppo 1                                   | 20 (1978, 1980, 1982, 1984, 1986, 1988, 1990, 1992, 1994, 1996, 2000, 2002, 2004, 2006, 2007, 2009, 2013, 2015, 2017, 2019) | Italia 2019     |
| 11  | Portogallo  | 15 novembre 2020             | 2ª classificata nel Gruppo 7                                   | 8 (1994, 1996, 2002, 2004, 2006, 2007, 2015, 2017)                                                                          | Polonia 2017    |
| 12  | Rep. Ceca   | 17 novembre 2020             | 1ª classificata nel Gruppo 4                                   | 13 (1978, 1980, 1988, 1990, 1992, 1994, 1996, 2000, 2002, 2007, 2011, 2015, 2017)                                           | Polonia 2017    |
| 13  | Germania    | 17 novembre 2020             | 1ª classificata nel Gruppo 9                                   | 12 (1982, 1990, 1992, 1996, 1998, 2004, 2006, 2009, 2013, 2015, 2017, 2019, 2021)                                           | Italia 2019     |
| 14  | Croazia     | 17 novembre 2020             | 2ª classificata nel Gruppo 4                                   | 3 (2000, 2004, 2019) | Italia 2019     |
| 15  | Romania     | 17 novembre 2020             | 2ª classificata nel Gruppo 8                                   | 2 (1998, 2019) | Italia 2019     |
| 16  | Islanda     | 24 novembre 2020             | 2ª classificata nel Gruppo 1                                   | 1 (2011) | Danimarca 2011  |

## Stadi
| Ungheria                                 | Ungheria                                 | Ungheria                          | Ungheria                          |
| Székesfehérvár                           | Szombathely                              | Budapest                          | Győr                              |
| ---------------------------------------- | ---------------------------------------- | --------------------------------- | --------------------------------- |
| MOL Aréna Sóstó                          | Haladás Sportkomplexum                   | Bozsik Stadion                    | Ménfői úti Stadion                |
| Capienza: 14 000                         | Capienza: 8 900                          | Capienza: 8 468                   | Capienza: 4 335                   |
|                                          |                                          |                                   |                                   |
| Székesfehérvár Budapest Szombathely Győr | Székesfehérvár Budapest Szombathely Győr | Lubiana Celje Maribor Capodistria | Lubiana Celje Maribor Capodistria |
| Slovenia                                 |                                          |                                   |                                   |
| Lubiana                                  | Celje                                    | Maribor                           | Capodistria                       |
| Stadio Stožice                           | Stadio Z'dežele                          | Ljudski vrt                       | Stadio Bonifika                   |
| Capienza: 16 100                         | Capienza: 13 600                         | Capienza: 12 702                  | Capienza: 4 010                   |
|                                          |                                          |                                   |                                   |

La programmazione provvisoria è stata annunciata il 6 novembre 2019. A causa della riprogrammazione del torneo la finale, originariamente programmata in Ungheria al MOL Aréna Sóstó di Székesfehérvár, è stata spostata in Slovenia allo stadion Ljudski vrt di Maribor.

## Convocazioni
Le liste ufficiali, composte da ventitré giocatori (di cui tre portieri), dovevano essere presentate entro 10 giorni dall'inizio della manifestazione. Fino a ventiquattro ore prima della partita d'esordio della squadra, tuttavia, era ancora ammessa la possibilità di sostituire uno o più convocati in caso di infortunio che ne avesse pregiudicato la disputa del torneo.
Per via della disputa del torneo in due periodi differenti la UEFA ha dato la possibilità alle squadre qualificate per la seconda fase di diramare una seconda lista ufficiale, da presentare prima dell'inizio della fase a eliminazione diretta.
Erano selezionabili solo i calciatori nati dopo il 1º gennaio 1998.

## Fase a gruppi
Alla competizione partecipano 16 squadre, divise in quattro gironi da quattro compagini. Passano il turno, accedendo ai quarti di finale, le prime due classificate di ogni gruppo. In caso due o più squadre si classifichino a pari punti nello stesso girone, si utilizzeranno i seguenti criteri per determinare la posizione in classifica:
1. maggiore numero di punti negli scontri diretti tra le squadre interessate;
2. migliore differenza reti negli scontri diretti tra le squadre interessate;
3. maggiore numero di reti segnate negli scontri diretti tra le squadre interessate

Se, dopo aver utilizzato i criteri precedenti, ancora due o più squadre fossero in parità, verranno applicati nuovamente i criteri da 1 a 3 prendendo in considerazione gli scontri tra queste squadre rimanenti. In caso di ulteriore parità si applicheranno i seguenti criteri:
1. migliore differenza reti nell'intero girone;
2. maggior numero di reti segnate nell'intero girone;
3. più basso punteggio disciplinare (classifica fair play) calcolato così:
  1. ogni cartellino rosso diretto: +3 punti,
  2. ogni cartellino rosso da doppia ammonizione: +3 punti,
  3. ogni cartellino giallo: +1 punto,
4. più alta posizione nel ranking UEFA Under-21 vigente al momento del sorteggio.

Se però due squadre, che hanno gli stessi punti e lo stesso numero di goal segnati e subiti, si affrontano nell'ultima giornata del girone e al termine dei tempi regolamentari si trovano ancora in parità, con nessuna altra squadra del girone classificatasi a pari punti, si effettueranno i tiri di rigore tra le due squadre per determinarne la migliore classificata.

### Girone A

#### Classifica
| Pos. | Squadra     | Pt | G | V | N | P | GF | GS | DR |
| ---- | ----------- | -- | - | - | - | - | -- | -- | -- |
| 1.   | Paesi Bassi | 5  | 3 | 1 | 2 | 0 | 8  | 3  | +5 |
| 2.   | Germania    | 5  | 3 | 1 | 2 | 0 | 4  | 1  | +3 |
| 3.   | Romania     | 5  | 3 | 1 | 2 | 0 | 3  | 2  | +1 |
| 4.   | Ungheria    | 0  | 3 | 0 | 0 | 3 | 2  | 11 | -9 |

#### Risultati
| Arbitro: | Guillermo Cuadra Fernández |

|  |           |                          |
|  | Marcatori | 61’ Nmecha 66’, 73’ Baku |

| Arbitro: | Sandro Schärer |

|             |           |             |
| Ciobanu 20’ | Marcatori | 16’ Schuurs |

| Arbitro: | Lawrence Visser |

|            |           |                       |
| Csonka 56’ | Marcatori | 70’ Mățan 87’ Pașcanu |

| Arbitro: | Maurizio Mariani |

|            |           |              |
| Nmecha 84’ | Marcatori | 48’ Kluivert |

| Arbitro: | Sandro Schärer |

|                                                                   |           |                  |
| De Wit 42’ Boadu 47’ (rig.) Gakpo 58’, 70’ Botman 87’ Brobbey 89’ | Marcatori | 65’ (rig.) Bolla |

| Budapest 30 marzo 2021, ore 18:00 CEST | Germania                   | 0 – 0 referto | Romania | Bozsik Stadion (0 spett.)\| Arbitro: \| Guillermo Cuadra Fernández \| |
| Arbitro:                               | Guillermo Cuadra Fernández |               |         |                                                                       |

### Girone B

#### Classifica
| Pos. | Squadra   | Pt | G | V | N | P | GF | GS | DR |
| ---- | --------- | -- | - | - | - | - | -- | -- | -- |
| 1.   | Spagna    | 7  | 3 | 2 | 1 | 0 | 5  | 0  | +5 |
| 2.   | Italia    | 5  | 3 | 1 | 2 | 0 | 5  | 1  | +4 |
| 3.   | Rep. Ceca | 2  | 3 | 0 | 2 | 1 | 2  | 4  | -2 |
| 4.   | Slovenia  | 1  | 3 | 0 | 1 | 2 | 1  | 8  | -7 |

#### Risultati
| Arbitro: | François Letexier |

|  |           |                                  |
|  | Marcatori | 53’ Puado 54’ Villar 89’ Miranda |

| Arbitro: | Dennis Higler |

|                     |           |              |
| Maggiore 75’ (aut.) | Marcatori | 31’ Scamacca |

| Arbitro: | Glenn Nyberg |

|           |           |                   |
| Matko 32’ | Marcatori | 86’ (aut.) Prelec |

| Maribor 27 marzo 2021, ore 21:00 CET | Spagna      | 0 – 0 referto | Italia | Stadion Ljudski vrt (0 spett.)\| Arbitro: \| Harm Osmers \| |
| Arbitro:                             | Harm Osmers |               |        |                                                             |

| Arbitro: | Bartosz Frankowski |

|                                                    |           |  |
| Maggiore 10’ Raspadori 19’ Cutrone 25’ (rig.), 50’ | Marcatori |  |

| Arbitro: | Giorgi Kruashvili |

|                     |           |  |
| Dani Gómez 69’, 78’ | Marcatori |  |

### Girone C

#### Classifica
| Pos. | Squadra   | Pt | G | V | N | P | GF | GS | DR |
| ---- | --------- | -- | - | - | - | - | -- | -- | -- |
| 1.   | Danimarca | 9  | 3 | 3 | 0 | 0 | 6  | 0  | +6 |
| 2.   | Francia   | 6  | 3 | 2 | 0 | 1 | 4  | 1  | +3 |
| 3.   | Russia    | 3  | 3 | 1 | 0 | 2 | 4  | 6  | -2 |
| 4.   | Islanda   | 0  | 3 | 0 | 0 | 3 | 1  | 8  | -7 |

#### Risultati
| Arbitro: | Halil Umut Meler |

|                                                            |           |                |
| Čalov 31’ (rig.) Tiknizjan 42’ Zacharjan 45+2’ Makarov 53’ | Marcatori | 59’ Guðjohnsen |

| Arbitro: | Irfan Peljto |

|  |           |            |
|  | Marcatori | 75’ Dreyer |

| Arbitro: | Guillermo Cuadra Fernández |

|  |           |                                     |
|  | Marcatori | 15’ (rig.) Édouard 24’ (rig.) Ikoné |

| Arbitro: | Halil Umut Meler |

|  |           |                     |
|  | Marcatori | 5’ Isaksen 18’ Bech |

| Arbitro: | Maurizio Mariani |

|                                       |           |  |
| Bruun Larsen 10’ Dreyer 11’ Holse 90’ | Marcatori |  |

| Arbitro: | Lawrence Visser |

|  |           |                           |
|  | Marcatori | 17’ Guendouzi 38’ Édouard |

### Girone D

#### Classifica
| Pos. | Squadra     | Pt | G | V | N | P | GF | GS | DR |
| ---- | ----------- | -- | - | - | - | - | -- | -- | -- |
| 1.   | Portogallo  | 9  | 3 | 3 | 0 | 0 | 6  | 0  | +6 |
| 2.   | Croazia     | 3  | 3 | 1 | 0 | 2 | 4  | 5  | -1 |
| 3.   | Svizzera    | 3  | 3 | 1 | 0 | 2 | 3  | 6  | -3 |
| 4.   | Inghilterra | 3  | 3 | 1 | 0 | 2 | 2  | 4  | -2 |

#### Risultati
| Arbitro: | Bartosz Frankowski |

|            |           |  |
| Vieira 68’ | Marcatori |  |

| Arbitro: | Giorgi Kruashvili |

|  |           |           |
|  | Marcatori | 78’ Ndoye |

| Arbitro: | Dennis Higler |

|                                          |           |                                       |
| Ivanušec 8’ Moro 61’ (rig.) Vizinger 64’ | Marcatori | 79’ (rig.) Imeri 89’ (aut.) Kulenović |

| Arbitro: | François Letexier |

|                                  |           |  |
| Dany Mota 64’ Trincão 74’ (rig.) | Marcatori |  |

| Arbitro: | Glenn Nyberg |

|  |           |                                      |
|  | Marcatori | 3’ Queirós 60’ Trincão 65’ Conceição |

| Arbitro: | Harm Osmers |

|                |           |                          |
| Bradarić 90+1’ | Marcatori | 12’ (rig.) Eze 74’ Jones |

## Fase a eliminazione diretta

### Tabellone
|  | Quarti di finale | Quarti di finale | Quarti di finale |            |             | Semifinali  | Semifinali | Semifinali |  |  | Finale | Finale | Finale |  |
|  |                  |                  |                  |            |             |             |            |            |  |  |        |        |        |  |
|  | 1A               | Paesi Bassi      | 2                |            |             |             |            |            |  |  |        |        |        |  |
|  | 1A               | Paesi Bassi      | 2                |            |             |             |            |            |  |  |        |        |        |  |
|  | 2C               | Francia          | 1                |            |             |             |            |            |  |  |        |        |        |  |
|  | 2C               | Francia          | 1                |            | Paesi Bassi | Paesi Bassi | 1          |            |  |  |        |        |        |  |
|  |                  |                  |                  |            | Paesi Bassi | Paesi Bassi | 1          |            |  |  |        |        |        |  |
|  |                  |                  | Germania         | Germania   | 2           |             |            |            |  |  |        |        |        |  |
|  | 1C               | Danimarca        | Germania         | Germania   | 2           | 2 (5)       |            |            |  |  |        |        |        |  |
|  | 1C               | Danimarca        |                  |            |             |             |            |            |  |  |        |        |        |  |
|  | 2A               | Germania (dtr)   | 2 (6)            |            |             |             |            |            |  |  |        |        |        |  |
|  | 2A               | Germania (dtr)   | 2 (6)            |            | Germania    | Germania    | 1          |            |  |  |        |        |        |  |
|  |                  |                  |                  |            |             |             |            |            |  |  |        |        |        |  |
|  |                  |                  | Portogallo       | Portogallo | 0           |             |            |            |  |  |        |        |        |  |
|  | 1B               | Spagna (dts)     | Portogallo       | Portogallo | 0           | 2           |            |            |  |  |        |        |        |  |
|  | 1B               | Spagna (dts)     |                  |            |             |             |            |            |  |  |        |        |        |  |
|  | 2D               | Croazia          | 1                |            |             |             |            |            |  |  |        |        |        |  |
|  | 2D               | Croazia          | 1                |            | Spagna      | Spagna      | 0          |            |  |  |        |        |        |  |
|  |                  |                  |                  |            | Spagna      | Spagna      | 0          |            |  |  |        |        |        |  |
|  |                  |                  | Portogallo       | Portogallo | 1           |             |            |            |  |  |        |        |        |  |
|  | 1D               | Portogallo (dts) | Portogallo       | Portogallo | 1           | 5           |            |            |  |  |        |        |        |  |
|  | 1D               | Portogallo (dts) |                  |            |             |             |            |            |  |  |        |        |        |  |
|  | 2B               | Italia           | 3                |            |             |             |            |            |  |  |        |        |        |  |

### Quarti di finale
| Arbitro: | Maurizio Mariani |

|                  |           |               |
| Boadu 51’, 90+3’ | Marcatori | 23’ Upamecano |

| Arbitro: | Guillermo Cuadra Fernández |

|                                                          |                      |                                                        |
| Faghir 69’ Nelsson 108’ (rig.)                           | Marcatori            | 88’ Nmecha 100’ Burkardt                               |
| Isaksen Holse Faghir Hjulmand Nelsson Nartey Kristiansen | Tiri di rigore 5 – 6 | Burkardt Maier Mai Schlotterbeck Nmecha Pieper Jaeckel |

| Arbitro: | Giorgi Kruashvili |

|                 |           |                       |
| Puado 66’, 110’ | Marcatori | 90+4’ (rig.) Ivanušec |

| Arbitro: | François Letexier |

|                                                      |           |                                     |
| Dany Mota 6’, 31’ Ramos 58’ Jota 109’ Conceição 119’ | Marcatori | 45’ Pobega 60’ Scamacca 89’ Cutrone |

### Semifinali
| Arbitro: | Sandro Schärer |

|             |           |              |
| Schuurs 67’ | Marcatori | 1’, 8’ Wirtz |

| Arbitro: | Glenn Nyberg |

|  |           |                   |
|  | Marcatori | 80’ (aut.) Cuenca |

### Finale
| Arbitro: | Giorgi Kruashvili |

|            |           |  |
| Nmecha 49’ | Marcatori |  |

| Germania | Portogallo |

| P             | 12 | Finn Dahmen        |       |       |
| D             | 21 | Ridle Baku         |       |       |
| D             | 5  | Amos Pieper        |       |       |
| D             | 4  | Nico Schlotterbeck |       |       |
| D             | 3  | David Raum         | 90’   |       |
| C             | 8  | Arne Maier         |       |       |
| C             | 6  | Niklas Dorsch      |       | 85’   |
| C             | 7  | Florian Wirtz      | 12’   | 68’   |
| C             | 13 | Salih Özcan        | 90+2’ | 90+2’ |
| C             | 11 | Mërgim Berisha     |       | 67’   |
| A             | 10 | Lukas Nmecha       | 43’   | 85’   |
| Sostituzioni: |    |                    |       |       |
| A             | 9  | Jonathan Burkardt  |       | 67’   |
| A             | 18 | Karim Adeyemi      |       | 68’   |
| C             | 20 | Vitaly Janelt      |       | 85’   |
| D             | 15 | Ismail Jakobs      |       | 85’   |
| C             | 17 | Anton Stach        |       | 90+2’ |
| Allenatore:   |    |                    |       |       |
| Stefan Kuntz  |    |                    |       |       |

| P             | 1  | Diogo Costa         |       |     |
| D             | 5  | Diogo Dalot         |       |     |
| D             | 4  | Diogo Queirós       |       |     |
| D             | 3  | Diogo Leite         |       |     |
| D             | 2  | Abdu Conté          |       | 86’ |
| C             | 6  | Florentino Luís     |       | 83’ |
| C             | 7  | Vitinha             |       | 59’ |
| C             | 10 | Daniel Bragança     | 58’   |     |
| C             | 23 | Fábio Vieira        |       |     |
| A             | 11 | Dany Mota           |       | 46’ |
| A             | 19 | Tiago Tomás         |       | 59’ |
| Sostituzioni: |    |                     |       |     |
| A             | 9  | Rafael Leão         |       | 46’ |
| A             | 20 | Jota                | 90+3’ | 59’ |
| A             | 21 | Francisco Conceição |       | 59’ |
| C             | 8  | Gedson Fernandes    |       | 83’ |
| C             | 18 | Gonçalo Ramos       |       | 86’ |
| Allenatore:   |    |                     |       |     |
| Rui Jorge     |    |                     |       |     |

## Classifica marcatori
4 reti
- Lukas Nmecha

3 reti
- Patrick Cutrone (1 rigore)
- Myron Boadu (1 rigore)

- Dany Mota
- Javi Puado

2 reti
- Luka Ivanušec (1 rigore)
- Anders Dreyer
- Odsonne Édouard (1 rigore)
- Ridle Baku

- Florian Wirtz
- Gianluca Scamacca
- Cody Gakpo
- Perr Schuurs

- Francisco Conceição
- Francisco Trincão (1 rigore)
- Dani Gómez

1 rete
- Domagoj Bradarić
- Nikola Moro (1 rigore)
- Dario Vizinger
- Mads Bech Sørensen
- Jacob Bruun Larsen
- Wahid Faghir
- Carlo Holse
- Gustav Isaksen
- Victor Nelsson (1 rigore)
- Eberechi Eze (1 rigore)
- Curtis Jones
- Mattéo Guendouzi
- Jonathan Ikoné (1 rigore)
- Dayot Upamecano

- Jonathan Burkardt
- Bendegúz Bolla (1 rigore)
- András Csonka
- Sveinn Aron Guðjohnsen
- Giulio Maggiore
- Tommaso Pobega
- Giacomo Raspadori
- Sven Botman
- Brian Brobbey
- Dani de Wit
- Justin Kluivert
- Jota
- Diogo Queirós
- Gonçalo Ramos

- Fábio Vieira
- Andrei Ciobanu
- Alexandru Mățan
- Alexandru Pașcanu
- Fëdor Čalov (1 rigore)
- Denis Makarov
- Najair Tiknizjan
- Arsen Zacharjan
- Aljoša Matko
- Juan Miranda
- Gonzalo Villar
- Kastriot Imeri (1 rigore)
- Dan Ndoye

Autoreti
- Sandro Kulenović (1, pro Svizzera)
- Giulio Maggiore (1, pro Rep. Ceca)

- Nik Prelec (1, pro Rep. Ceca)
- Jorge Cuenca (1, pro Portogallo)

## Premi
I seguenti premi sono stati assegnati alla fine del torneo:
- Giocatore del torneo:  Fábio Vieira[25]
- Scarpa d'oro:  Lukas Nmecha[26]

### Squadra del torneo
Dopo il torneo, la squadra Under-21 è stata selezionata dagli osservatori tecnici UEFA.
| Posizione      | Giocatore          |
| -------------- | ------------------ |
| Portieri       | Andrei Vlad        |
| Portieri       | Marco Carnesecchi  |
| Portieri       | Diogo Costa        |
| Difensori      | David Raum         |
| Difensori      | Diogo Queirós      |
| Difensori      | Nico Schlotterbeck |
| Difensori      | Mads Bech Sørensen |
| Difensori      | Perr Schuurs       |
| Difensori      | Ridle Baku         |
| Difensori      | Jorge Cuenca       |
| Centrocampisti | Fábio Vieira       |
| Centrocampisti | Dani de Wit        |
| Centrocampisti | Gonzalo Villar     |
| Centrocampisti | Vitinha            |
| Centrocampisti | Niklas Dorsch      |
| Centrocampisti | Denis Makarov      |
| Centrocampisti | Arne Maier         |
| Attaccanti     | Luka Ivanušec      |
| Attaccanti     | Lukas Nmecha       |
| Attaccanti     | Jacob Bruun Larsen |
| Attaccanti     | Dany Mota          |
| Attaccanti     | Javi Puado         |